# Амсалем, Давид
Давид (Дуди) Амсалем (род. 11 августа 1960) — израильский политик. В настоящее время занимает три министерских поста: второй министр юстиции (при основном министре Яриве Левине), министр регионального сотрудничества и министр, отвечающий за обеспечение взаимодействия между Кнессетом и правительством, депутат Кнессета от партии «Ликуд», в разное время занимал различные посты в Кнессете.

## Биография
Амсалем родился и вырос в районе Кирьят-Йовель в Иерусалиме, в семье, иммигрировавшей в Израиль из Марокко в 1959 году. В юности он учился в средней школе Ор-Эцион. В Армии обороны Израиля он служил в танковом корпусе в качестве командира танка в 500-й бригаде. Имеет степень бакалавра экономики и делового администрирования Университета Бар-Илан.
Член «Ликуда» с начала 1990-х годов, член секретариата «Ликуда» и председатель совета филиала «Ликуда» в Иерусалиме. На выборах в городской совет Иерусалима, которые состоялись в 2013 году, он баллотировался в городской совет, но не был избран.
В 2003 году Амсалем был арестован вместе с другими подозреваемыми в причастности к подделке сотен форм заявлений для отделения «Ликуда» в Иерусалиме. В том же году полиция рекомендовала судить Амсалема и его друзей, но дело против них было закрыто из-за отсутствия доказательств.
На выборах в кнессет 20-го созыва он был 21-м в списке «Ликуда» и начал работать в кнессете. В мае 2015 года он был назначен председателем комитета внутренних дел и охраны окружающей среды.
1 июля 2019 года он был назначен министром связи в 34-м правительстве Израиля в течение срока его полномочий в качестве переходного правительства после того, как предыдущий министр, Аюб Кара, подал в отставку. 28 июля 2019 года он подписал изменение в условиях лицензии HOT, чтобы компании не требовалось развертывать кабели в 219 населенных пунктах и районах.